# Ctenochira galla
Ctenochira galla är en stekelart som beskrevs av Dmitriy R. Kasparyan 1973. Ctenochira galla ingår i släktet Ctenochira och familjen brokparasitsteklar. Inga underarter finns listade i Catalogue of Life.